# Synagoge (Libourne)

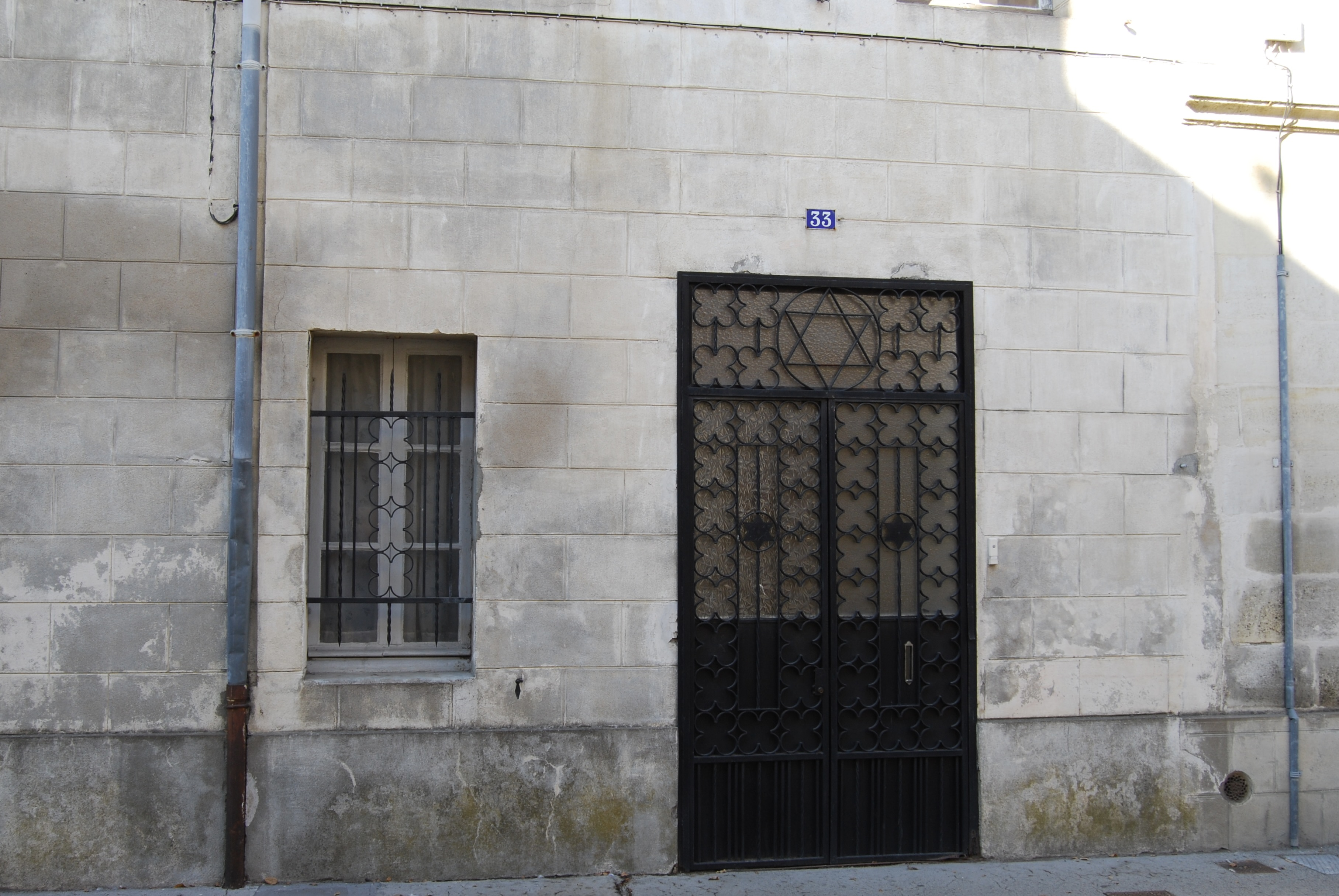
Synagoge in Libourne

Die Synagoge in Libourne, einer französischen Stadt im Département Gironde in der Region Nouvelle-Aquitaine, wurde 1847 nach Plänen des Architekten Gautier errichtet. Die Synagoge in der Rue Lamothe Nr. 33 steht seit 1995 als Monument historique auf der Liste der Baudenkmäler in Frankreich.
Die Synagoge blieb in der ersten Hälfte des 20. Jahrhunderts geschlossen, da die jüdische Gemeinde in Libourne keinen Minjan mehr erreichen konnte. Erst durch die Zuwanderung afrikanischer Juden in den 1960er Jahren konnte die Synagoge wieder renoviert und für den Gottesdienst reaktiviert werden.